# Enrico Macias
Enrico Macias, właśc. Gaston Ghrenassia (ur. 11 grudnia 1938 w Konstantynie, Algieria) – francuski piosenkarz, autor tekstów i aktor filmowy.
Występował w filmach:
- Witajcie na pokładzie!,
- Pan Coco,
- Jak mamę kocham, nie kłamię 2[2].